# Trinity Hoard
Der Trinity Hoard (deutsch Hortfund von Trinity) wurde im Jahre 2012 von einem Sondengänger im Kirchspiel Trinity im Norden der Kanalinsel Jersey in einem Tonbehälter gemacht.

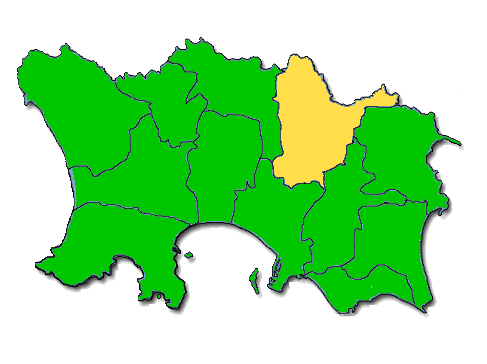
Lage von Trinity

Er enthielt verschiedene Gegenstände aus der späten Bronzezeit (um 1000 v. Chr.), darunter 23 Tüllenbeile. Zunächst wurden zwei vom Finder geborgen, weitere 21 wurden während der archäologischen Untersuchung des in einem Stück geborgenen Behälters gefunden. Die beiden ersten Beile wurden einem Röntgenfluoreszenzscan unterzogen, der zeigte, dass die Bronzelegierung einen hohen Bleigehalt (fast 55 %) aufweist. Ein solch hoher Bleigehalt machte die Beile für den Gebrauch als Werkzeuge zu weich, was darauf deutet, dass es sich um Prestigeobjekte handelt.
Der Fund wurde einige Monate nach dem bedeutendsten Fund auf Jersey, dem Hortfund von Grouville, gemacht.